# Ramón Salas Valdés
Ramón Salas Valdés SJ (* 25. März 1917 in Santiago de Chile; † 17. Februar 1999) war ein chilenischer Ordensgeistlicher und römisch-katholischer Bischof von Arica.

## Leben
Ramón Salas Valdés trat der Ordensgemeinschaft der Jesuiten bei und empfing am 20. Dezember 1947 das Sakrament der Priesterweihe.
Am 8. Oktober 1963 bestellte ihn Papst Paul VI. zum ersten Prälaten von Arica. Die Amtseinführung erfolgte am 7. Dezember desselben Jahres. Paul VI. ernannte ihn am 5. Dezember 1966 zum Titularbischof von Gor. Der Erzbischof von Santiago de Chile, Raúl Kardinal Silva Henríquez SDB, spendete ihm am 11. März 1967 die Bischofsweihe; Mitkonsekratoren waren der Bischof von Cuzco, Ricardo Durand Flórez SJ, und der Koadjutorerzbischof von La Serena, Arturo Mery Beckdorf. Am 11. November 1977 verzichtete Salas Valdés auf das Titularbistum Gor. Ramón Salas Valdés wurde am 29. August 1986 infolge der Erhebung der Territorialprälatur Arica zum Bistum von Papst Johannes Paul II. zum ersten Bischof von Arica ernannt. 
Am 15. Mai 1993 nahm Johannes Paul II. das von Ramón Salas Valdés aus Altersgründen vorgebrachte Rücktrittsgesuch an. 
Salas Valdés nahm an der dritten und vierten Sitzungsperiode des Zweiten Vatikanischen Konzils teil.